# تنمية مشتركة
التنمية المشتركة توجه في الفكر واستراتيجيات التنمية في الدراسات التنموية يعتبر المهاجرين عاملًا تنمويًّا لبلادهم الأصلية.
رغم أنه من المقبول بشكل واسع أن الباحث الفرنسي سميع ناير كان أول من أدرج مصطلح التنمية المشتركة، يعتقد أن الظاهرة وجدت مع الهجرات منذ وجودها. جرت العادة على أن المهاجرين (وخاصة أولئك الذين هاجروا لأسباب اقتصادية) كانوا يدعمون، سواءً بشكل جمعي أو بصفاتهم الفردية، مجتمعاتهم الأصلية.
في عام 1977، عرف سميع ناير، خلال إدارته للبعثة بين الوزارية الخاصة بالهجرة والتنمية المشتركة، هذا المفهوم الأخير بوصفه مقترحًا لدمج الهجرة والتنمية بطريقة تفيد فيها موجات الهجرة كلًّا من البلد الأصلي وبلد الهجرة. هذه علاقة بالتراضي بين بلدين تسمح بألا تؤدي الهجرة إلى بلد المهجر إلى خسارة مكافئة في بلد الأصل.
يعتقد الملتزمون بهذا النموذج أنه يرعى التعاون المشترك بين الدول بطريقة لم يفعلها التركيز التقليدي والهرمي للتنمية المبني على فكرة الشمال-الجنوب. في هذا السياق، فإن مبادرات المهاجرين تغني دول الأصل من منظور ثقافي ومن منظور الموارد البشرية. مبادرات المهاجرين تغني دول الأصل من منظور ثقافي ومن منظور الموارد البشرية. يسمح لهم وضعهم كمواطنين عابرين للدول بأن يفهموا بشكل أفضل حاجات كلا المجتمعين في بلد الأصل وبلد المهجر. لهذا السبب، فإن مشاركتهم في المشاريع التي تتضمن أشخاص من مجتمعاتهم، في كل من «بلديهم»، ستكون أكثر فعالية، إذ ستكون الأولويات والحاجات معرفة بشكل صحيح. من جهة أخرى، فإن هذه المشاركة يمكنها أيضًا أن تؤدي دور قوة دمج وتكامل في دول المهجر، إذ ستعتبر عامل إثراء من قبل الرأي العام والمؤسسات.

## التنمية المشتركة والسيطرة على الهجرة
في الدول التي تتلقى المهاجرين، تنوعت طرق تطبيق التنمية المشتركة من قبل المؤسسات. وبما أنها طبقت بادئ الأمر في فرنسا، فإن مبادرات التنمية المشتركة في أوروبا كثيرًا ما ربطت بالسيطرة على موجات الهجرة، داعيةً في أغلب الأحيان لعودة المهاجرين.
على المستوى الأوروبي، كان أول ذكر للتنمية المشتركة خلال قمة تامبيري المعقودة في أكتوبر 1999، حين عرف المجلس الأوربي 5 ضوابط محددة لسياسة الهجرة الأوروبية الجديدة تهدف لمساحة مشتركة من «الحرية، والأمن، والعدالة». بكل الأحوال، فإن النقاد يعتبرون أن قمة تامبيري سرعان ما تحولت باتجاه عقلية «أوروبا حصينة»، تحد من المساعدات الهادفة لتنمية تلك البلدان التي تنوي تطبيق إجراءات التحكم بالهجرة وقبول إعادة التوطين.
يمكن إيجاد أحد الأمثلة على هذا التوجه في عدم تكافؤ ميزانية الاتحاد الأوروبي البالغة 23 مليون يورو التي ينوي الاتحاد استثمارها في نظام معلومات شنغن ونظام معلومات الفيزا (بهدف المزيد من التعرف إلى المهاجرين والسيطرة على الهجرة) من جهة، وميزانية 3 ملايين يورو (4 مليون في السنة الثانية) الممنوحة لمشاريع التنمية المشتركة.

## التنمية المشتركة في إسبانيا
منذ أواخر التسعينيات، كانت التنمية المشتركة موضوعًا لدراسات عليا، ودورات تخصصية، ونقاشات ومنتديات بين الكثير من أصحاب المصلحة، بالإضافة إلى دعوات لمِنح المشاريع من قبل بعض الإدارات المحلية والمناطقية، بدءًا من بلدية مدريد. سرعان ما أصبحت هذه الإدارات مدركة للأثر المحلي لوجود مجتمعات جديدة من المهاجرين، وأهمية الروابط التي تربطهم ببلدانهم الأصلية، وملاءمة ربطهم بأي من الجهود المستقبلية لدعم سياسات التعاون. ترى بلدان أخرى تتعرض لهجرة في وقت مؤاتٍ بسبب ازدياد الطلب على القوى العاملة إلى موضوع سياسات التنمية المشتركة بوصفها الطريقة الرئيسية لها للتأثير على هكذا عمليات وتسهيلها. كان لهكذا سياسات حضور وتنمية أكبر بكثير على المستويات المناطقية والمحلية.
على مستوى الدول، وتوافقًا مع قمة تامبيري الخاصة بالهجرة، أطلقت خطة غريكو لإدارة الهجرة (Programa Global de Regulación y Coordinación de la Extranjería y la Inmigración 2000-2004)، من قبل وزارة الداخلية في عام 2001. خصصت هذه الخطة مساحةً مهمة لأجل «التنمية التشاركية»، على نهج سياسات تامبيري والحكومة الفرنسية. أكدت غريكو على التعاون التقني والتعليمي، والعودة الطوعية للمهاجرين، وتوجيه التحويلات المالية للمهاجرين نحو مشاريع التنمية، وأخيرًا، أكدت على التعاون مع تلك الحكومات التي أبدت استعدادها لقول المهاجرين غير الشرعيين العائدين، بالإضافة إلى التحكم بخروج مواطنيها نحو إسبانيا. ولكن التنمية المشتركة لم تكن مذكورةً حتى كنهج سياسي في قانون الهجرة الذي أقر عام 2000، ولم تتلق التمويل الملائم ضمن إطار غريكو.
منذ نهاية 2004، كانت سياسات التنمية المشتركة مفتوحةً للنقاش، بما فيها المحتويات، والحدود، والخطط. استحقت وكالتان حكوميتان مكانهما في إجراءات التنمية المشتركة: وهما سكرتارية الدولة لشؤون التعاون الدولي، ووزارة الشؤون الخارجية، والإدارة العامة لدمج المهاجرين في وزارة العمل والشؤون الاجتماعية.

### سياسة التنمية المشتركة
خلال عام 2005، كان هناك تقدم في السعي نحو تحقيق إجماع على الكفاءات والفاعلين. قدم خط تنمية مشتركة للعامة في الخطط الكبرى للتعاون التنموي، وبعد سنتين، أيضًا ضمن خطة الدمج الجديدة، يدعى الخطة الاستراتيجية للمواطنة والدمج 2007-2010، والتي طبقت أخيرًا في عام 2007، من قبل وزارة العمل والهجرة.
بعد ذلك بوقت قليل تبنت السلطات المحلية والمناطقية هذه الطريقة المربحة للطرفين وبالتالي أطلقت عددًا من التوصيات فيما يخص التنمية المشتركة ضمن خططهم التكاملية واستراتيجياتهم للتعاون التنموي. حتى نهاية عام 2009، كانت معظم المناطق الإسبانية (مناطق إسبانيا ذات الحكم الذاتي) قد درست التنمية المشتركة وحددت الميزانيات لكل من اتحادات المهاجرين والمنظمات غير الحكومية الخاصة بالتنمية. ترى غراتسييلا مالغيسيني أن التنمية المشتركة وتحويلات المهاجرين المالية تعيد توجيه أموال التعاون اللامركزية إلى بلادهم الأصلية.

### التعريفات الحالية للتنمية المشتركة
في السنوات العشر الأخيرة، تزايدت الأبحاث الأكاديمية عن التنمية المشتركة، كنتيجة لعملية الهجرة القوية التي شهدها المجتمع الإسباني من عام 2000 وما بعد (والتي شكلت نحو 80% من النمو السكاني لإسبانيا). قررت العديد من الجامعات أن تفتتح دورات تعليمية جديدة عن الموضوع، عقب خطوات جامعة مدريد المستقلة. تعد حاليًّا عدة أطروحات دكتوراه، تركز على الجوانب الخاصة بالتنوع للتنمية المشتركة، بما فيها أثر الهجرة والتحويلات المالية في الدول المرسلة، بشكل رئيسي الإكوادور وكولومبيا والمغرب. أرسل المهاجرون المقيمون في إسبانيا حوالات تقدر بنحو 10 بلايين يورو في عام 2007.
وفقًا لغراتسييلا مالغيسيني، فإن التنمية المشتركة العفوية يمكن تعريفها بأنها أثر مربح للطرفين (ربح/ربح)، وصلة الربط بين الهجرة والتنمية، والتي تنتج أكثر الآثار إيجابيةً على كل من المجتمع الأصل للمهاجرين والمجتمع المضيف. يفترض هذا التعريف أن دور المهاجرين كفاعلين وكأعمدة للتنمية، في كل من «الطرفين»، ويؤدي إلى فهم العلاقات بين المجتمعات المضيفة (الشمال) والبلدان المرسلة (الجنوب) بطريقة أفقية. التنمية المشتركة مرتبطة بشكل مباشر بالمواطنة العابرة للحدود.
حدد كارلوس خيمينيز ميزتين أخريين للتنمية المشتركة: (1) تعددية أصحاب المصلحة (شبكة من المشاركين تفوق كميًّا ونوعيًّا الوكلاء التقليديين في مشاريع التعاون التنموي التقليدية، إذ تشمل السلطات، والمنظمات المجتمعية، والنقابات، والجامعات، والمنشآت التدريبية، والشركات، وجمعيات المهاجرين. (2) المواطنة العابرة للحدود (المهاجرون الفاعلون في نشاطات تنمية مشتركة، المندمجون في بنية ديناميكية عابرة للحدود، هم أيضًا مواطنون عابرون للحدود، إلى درجة أن لهم وجودًا ثنويًا. هذا المكان الثنوي للانتماء، بدوره، يشجع على صنع القرار، ويؤثر على الاقتصاد، والتنمية السياسية والاجتماعية، ويسمح بتشكيل هوية منفصلة، مبنية على منطقتين جغرافيتين: بلد الأصل وبلد المهجر).

### التنمية المشتركة في التطبيق
يتوسع انتشار كل من المواطنة العابرة للحدود والتنمية المشتركة. في أمريكا اللاتينية، التنمية المشتركة فكرة جديدة نسبيًّا، ولكنها تبنيت من قبل منظمات الحركات الشعبية المتجذرة. على سبيل المثال، في 25 نوفمبر 2010، تجمعت منظمة فاميغرانتيس -اتحاد الجمعيات الجامعة لأقارب المهاجرين في أمريكا الجنوبية- في لقائهم الرابع بشأن الهجرة والتنمية المشتركة في روزاريو، الأرجنتين. صرحوا بأن نهج التنمية المشتركة هو الطريقة المثلى لفهم مساهمة أقاربهم في كل من بلدانهم المستضيفة ومواطنهم الأصلية (www.famigrantes.org و www.famisur.org). في نفس الوقت، أطلقت أكثر من مئة جمعية للمهاجرين فيداكود (اتحاد الجمعيات لأجل التنمية المشتركة) في فالنسيا، إسبانيا، في 24 سبتمبر 2010 (www.fedacod.com). في أفريقيا، يساهم الشتات من الدول النامية بشكل كبير في تحديد سياسات التجارة التي تسهل تطبيق التقنيات الحديثة، ما يساعد بدوره النظام التعليمي والأنظمة الأخرى للبنى التحتية في لمحل الجديد لإقامة المهاجرين. سياسات التنمية المشتركة من نقاط التركيز البارزة لمجموعات حقوق الإنسان التي تسعى لتحسين حياة المهاجرين والحد من التمييز.
حاليًّا، وفي إسبانيا وبلدان أوروبية أخرى على حد سواء، جعلت الحواجز الأكبر التي نشأت في السنوات الأخيرة نتيجة التشريعات لمحاربة المخاوف من انتشار الإرهاب المحلي تتبع المهاجرين القادمين أمرًا أصعب، بالإضافة إلى تتبع الذين طلبوا اللجوء في الماضي. ورغم الاعتماد الكبير على هؤلاء المهاجرين في العمل بأجر زهيد، فإن الوعي العام تجاه الآثار التنموية للمهاجرين ما يزال محدودًا.